# Elezioni politiche in Italia del 1958 per circoscrizione (Camera dei deputati)
Le elezioni politiche in Italia del 1958 nelle circoscrizioni della Camera dei deputati videro i seguenti risultati.

## Risultati

### Circoscrizione Torino-Novara-Vercelli
| Liste                                            | Voti      | %     | Seggi |
| ------------------------------------------------ | --------- | ----- | ----- |
| Democrazia Cristiana                             | 635 135   | 37,65 | 11    |
| Partito Comunista Italiano                       | 354 984   | 21,05 | 6     |
| Partito Socialista Italiano                      | 253 584   | 15,03 | 4     |
| Partito Socialista Democratico Italiano          | 119 758   | 7,10  | 2     |
| Partito Liberale Italiano                        | 85 577    | 5,07  | 1     |
| Movimento Comunità                               | 71 752    | 4,25  | 1     |
| Partito Nazionale Monarchico                     | 43 713    | 2,59  | 1     |
| Movimento Sociale Italiano                       | 39 970    | 2,37  | –     |
| Movimento Autonomia Regionale Piemontese         | 36 266    | 2,15  | –     |
| Partito Monarchico Popolare                      | 15 126    | 0,90  | –     |
| Partito Repubblicano Italiano - Partito Radicale | 14 972    | 0,89  | –     |
| Autonomia Piemontese                             | 6 955     | 0,41  | –     |
| Movimento Pro Pensionati                         | 4 987     | 0,30  | –     |
| Movimento Indipendente Divorzisti                | 3 955     | 0,23  | –     |
| Totale                                           | 1 686 734 | 100   | 26    |

### Circoscrizione Cuneo-Alessandria-Asti
| Liste                                            | Voti    | %     | Seggi |
| ------------------------------------------------ | ------- | ----- | ----- |
| Democrazia Cristiana                             | 392 888 | 46,43 | 8     |
| Partito Comunista Italiano                       | 127 432 | 15,06 | 2     |
| Partito Socialista Italiano                      | 116 013 | 13,71 | 2     |
| Partito Socialista Democratico Italiano          | 70 814  | 8,37  | 1     |
| Partito Liberale Italiano                        | 46 760  | 5,53  | 1     |
| Movimento Comunità                               | 24 333  | 2,88  | –     |
| Movimento Autonomia Regionale Piemontese         | 18 403  | 2,17  | –     |
| Partito Nazionale Monarchico                     | 17 781  | 2,10  | –     |
| Movimento Sociale Italiano                       | 11 875  | 1,40  | –     |
| Partito Repubblicano Italiano - Partito Radicale | 11 694  | 1,38  | –     |
| Partito Monarchico Popolare                      | 8 158   | 0,96  | –     |
| Totale                                           | 846 151 | 100   | 14    |

### Circoscrizione Genova-Imperia-La Spezia-Savona
| Liste                                            | Voti      | %     | Seggi |
| ------------------------------------------------ | --------- | ----- | ----- |
| Democrazia Cristiana                             | 446 493   | 39,78 | 9     |
| Partito Comunista Italiano                       | 275 957   | 24,58 | 5     |
| Partito Socialista Italiano                      | 193 143   | 17,21 | 4     |
| Partito Socialista Democratico Italiano          | 67 875    | 6,05  | 1     |
| Partito Liberale Italiano                        | 46 412    | 4,13  | 1     |
| Movimento Sociale Italiano                       | 43 612    | 3,89  | 1     |
| Partito Repubblicano Italiano - Partito Radicale | 18 752    | 1,67  | –     |
| Partito Nazionale Monarchico                     | 15 797    | 1,41  | –     |
| Partito Monarchico Popolare                      | 7 869     | 0,70  | –     |
| Movimento Comunità                               | 5 571     | 0,50  | –     |
| Partito Nazionale del Lavoro                     | 1 048     | 0,09  | –     |
| Totale                                           | 1 122 529 | 100   | 21    |

### Circoscrizione Milano-Pavia
| Liste                                            | Voti      | %     | Seggi |
| ------------------------------------------------ | --------- | ----- | ----- |
| Democrazia Cristiana                             | 828 257   | 37,60 | 15    |
| Partito Comunista Italiano                       | 501 209   | 22,75 | 9     |
| Partito Socialista Italiano                      | 396 040   | 17,98 | 7     |
| Partito Socialista Democratico Italiano          | 149 353   | 6,78  | 3     |
| Partito Liberale Italiano                        | 124 663   | 5,66  | 2     |
| Movimento Sociale Italiano                       | 84 207    | 3,82  | 1     |
| Partito Monarchico Popolare                      | 40 339    | 1,83  | 1     |
| Partito Nazionale Monarchico                     | 40 202    | 1,82  | 1     |
| Partito Repubblicano Italiano - Partito Radicale | 23 055    | 1,05  | –     |
| Movimento Comunità                               | 8 028     | 0,36  | –     |
| Movimento Autonomia Regionale Piemontese         | 4 542     | 0,21  | –     |
| Partito Nazionale del Lavoro                     | 1 726     | 0,08  | –     |
| Concentrazione Europea Democratica               | 1 318     | 0,06  | –     |
| Totale                                           | 2 202 939 | 100   | 39    |

### Circoscrizione Como-Sondrio-Varese
| Liste                                            | Voti    | %     | Seggi |
| ------------------------------------------------ | ------- | ----- | ----- |
| Democrazia Cristiana                             | 418 045 | 51,29 | 8     |
| Partito Socialista Italiano                      | 165 314 | 20,28 | 3     |
| Partito Comunista Italiano                       | 94 407  | 11,58 | 2     |
| Partito Socialista Democratico Italiano          | 53 994  | 6,62  | 1     |
| Partito Liberale Italiano                        | 27 127  | 3,33  | –     |
| Movimento Sociale Italiano                       | 24 220  | 2,97  | –     |
| Partito Nazionale Monarchico                     | 20 726  | 2,54  | –     |
| Partito Monarchico Popolare                      | 4 816   | 0,59  | –     |
| Partito Repubblicano Italiano - Partito Radicale | 4 736   | 0,58  | –     |
| Movimento Autonomia Regionale Piemontese         | 1 714   | 0,21  | –     |
| Totale                                           | 815 099 | 100   | 14    |

### Circoscrizione Brescia-Bergamo
| Liste                                            | Voti    | %     | Seggi |
| ------------------------------------------------ | ------- | ----- | ----- |
| Democrazia Cristiana                             | 546 208 | 58,60 | 12    |
| Partito Socialista Italiano                      | 143 267 | 15,37 | 3     |
| Partito Comunista Italiano                       | 105 463 | 11,31 | 2     |
| Partito Socialista Democratico Italiano          | 45 497  | 4,88  | 1     |
| Partito Liberale Italiano                        | 30 293  | 3,25  | 1     |
| Movimento Sociale Italiano                       | 30 032  | 3,22  | –     |
| Partito Nazionale Monarchico                     | 16 255  | 1,74  | –     |
| Partito Monarchico Popolare                      | 5 724   | 0,61  | –     |
| Movimento Autonomia Regionale Piemontese         | 4 708   | 0,51  | –     |
| Partito Repubblicano Italiano - Partito Radicale | 4 707   | 0,50  | –     |
| Totale                                           | 932 154 | 100   | 19    |

### Circoscrizione Mantova-Cremona
| Liste                                            | Voti    | %     | Seggi |
| ------------------------------------------------ | ------- | ----- | ----- |
| Democrazia Cristiana                             | 210 757 | 41,22 | 5     |
| Partito Comunista Italiano                       | 128 912 | 25,21 | 3     |
| Partito Socialista Italiano                      | 116 645 | 22,81 | 2     |
| Partito Socialista Democratico Italiano          | 19 412  | 3,80  | –     |
| Movimento Sociale Italiano                       | 14 812  | 2,90  | –     |
| Partito Liberale Italiano                        | 13 361  | 2,61  | –     |
| Partito Monarchico Popolare                      | 4 685   | 0,92  | –     |
| Partito Repubblicano Italiano - Partito Radicale | 2 682   | 0,52  | –     |
| Totale                                           | 511 266 | 100   | 10    |

### Circoscrizione Trento-Bolzano
| Liste                                            | Voti    | %     | Seggi |
| ------------------------------------------------ | ------- | ----- | ----- |
| Democrazia Cristiana                             | 199 805 | 43,21 | 5     |
| Partito Popolare Sud Tirolese                    | 135 491 | 29,30 | 3     |
| Partito Socialista Italiano                      | 37 372  | 8,08  | 1     |
| Partito Socialista Democratico Italiano          | 29 576  | 6,40  | 1     |
| Partito Comunista Italiano                       | 24 219  | 5,24  | –     |
| Movimento Sociale Italiano                       | 17 183  | 3,72  | –     |
| Partito Liberale Italiano                        | 10 787  | 2,33  | –     |
| Partito Nazionale Monarchico                     | 3 547   | 0,77  | –     |
| Partito Monarchico Popolare                      | 1 999   | 0,43  | –     |
| Partito Repubblicano Italiano - Partito Radicale | 1 746   | 0,38  | –     |
| Movimento Autonomia Regionale Piemontese         | 675     | 0,15  | –     |
| Totale                                           | 462 400 | 100   | 10    |

### Circoscrizione Verona-Padova-Vicenza-Rovigo
| Liste                                            | Voti      | %     | Seggi |
| ------------------------------------------------ | --------- | ----- | ----- |
| Democrazia Cristiana                             | 794 785   | 58,00 | 18    |
| Partito Socialista Italiano                      | 210 949   | 15,40 | 4     |
| Partito Comunista Italiano                       | 176 560   | 12,89 | 4     |
| Partito Socialista Democratico Italiano          | 66 140    | 4,83  | 1     |
| Partito Liberale Italiano                        | 48 149    | 3,51  | 1     |
| Movimento Sociale Italiano                       | 43 455    | 3,17  | 1     |
| Partito Nazionale Monarchico                     | 13 032    | 0,95  | –     |
| Partito Monarchico Popolare                      | 8 642     | 0,63  | –     |
| Partito Repubblicano Italiano - Partito Radicale | 7 041     | 0,51  | –     |
| Movimento Autonomia Regionale Piemontese         | 1 479     | 0,11  | –     |
| Totale                                           | 1 370 232 | 100   | 29    |

### Circoscrizione Venezia-Treviso
| Liste                                            | Voti    | %     | Seggi |
| ------------------------------------------------ | ------- | ----- | ----- |
| Democrazia Cristiana                             | 405 259 | 51,24 | 9     |
| Partito Socialista Italiano                      | 140 519 | 17,77 | 3     |
| Partito Comunista Italiano                       | 116 069 | 14,68 | 3     |
| Partito Socialista Democratico Italiano          | 56 891  | 7,19  | 1     |
| Movimento Sociale Italiano                       | 25 626  | 3,24  | –     |
| Partito Liberale Italiano                        | 22 301  | 2,82  | –     |
| Partito Repubblicano Italiano - Partito Radicale | 9 576   | 1,21  | –     |
| Partito Monarchico Popolare                      | 7 492   | 0,95  | –     |
| Partito Nazionale Monarchico                     | 7 128   | 0,90  | –     |
| Totale                                           | 790 861 | 100   | 16    |

### Circoscrizione Udine-Belluno-Gorizia-Pordenone
| Liste                                            | Voti    | %     | Seggi |
| ------------------------------------------------ | ------- | ----- | ----- |
| Democrazia Cristiana                             | 356 357 | 51,39 | 8     |
| Partito Socialista Italiano                      | 110 008 | 15,86 | 2     |
| Partito Comunista Italiano                       | 89 638  | 12,93 | 2     |
| Partito Socialista Democratico Italiano          | 62 311  | 8,99  | 1     |
| Movimento Sociale Italiano                       | 32 136  | 4,63  | 1     |
| Partito Liberale Italiano                        | 18 388  | 2,65  | –     |
| Partito Nazionale Monarchico                     | 11 019  | 1,59  | –     |
| Partito Repubblicano Italiano - Partito Radicale | 5 632   | 0,81  | –     |
| Partito Monarchico Popolare                      | 5 209   | 0,75  | –     |
| Movimento Autonomia Regionale Piemontese         | 2 802   | 0,40  | –     |
| Totale                                           | 693 500 | 100   | 14    |

### Circoscrizione Bologna-Ferrara-Ravenna-Forlì
| Liste                                            | Voti      | %     | Seggi |
| ------------------------------------------------ | --------- | ----- | ----- |
| Partito Comunista Italiano                       | 514 467   | 37,86 | 10    |
| Democrazia Cristiana                             | 376 593   | 27,71 | 7     |
| Partito Socialista Italiano                      | 215 364   | 15,85 | 4     |
| Partito Socialista Democratico Italiano          | 87 833    | 6,46  | 2     |
| Partito Repubblicano Italiano - Partito Radicale | 74 660    | 5,49  | 2     |
| Partito Liberale Italiano                        | 40 576    | 2,99  | 1     |
| Movimento Sociale Italiano                       | 38 639    | 2,84  | 1     |
| Partito Nazionale Monarchico                     | 6 027     | 0,44  | –     |
| Partito Monarchico Popolare                      | 4 771     | 0,35  | –     |
| Totale                                           | 1 358 930 | 100   | 27    |

### Circoscrizione Parma-Modena-Piacenza-Reggio nell'Emilia
| Liste                                            | Voti      | %     | Seggi |
| ------------------------------------------------ | --------- | ----- | ----- |
| Partito Comunista Italiano                       | 366 341   | 35,14 | 7     |
| Democrazia Cristiana                             | 357 707   | 34,32 | 7     |
| Partito Socialista Italiano                      | 178 962   | 17,17 | 3     |
| Partito Socialista Democratico Italiano          | 65 091    | 6,24  | 1     |
| Partito Liberale Italiano                        | 30 383    | 2,91  | 1     |
| Movimento Sociale Italiano                       | 26 535    | 2,55  | –     |
| Partito Nazionale Monarchico                     | 7 813     | 0,75  | –     |
| Partito Repubblicano Italiano - Partito Radicale | 6 408     | 0,61  | –     |
| Partito Monarchico Popolare                      | 2 698     | 0,26  | –     |
| Concentrazione Europea Democratica               | 468       | 0,04  | –     |
| Totale                                           | 1 042 406 | 100   | 19    |

### Circoscrizione Firenze-Pistoia
| Liste                                            | Voti    | %     | Seggi |
| ------------------------------------------------ | ------- | ----- | ----- |
| Partito Comunista Italiano                       | 301 948 | 37,07 | 6     |
| Democrazia Cristiana                             | 276 740 | 33,98 | 5     |
| Partito Socialista Italiano                      | 129 659 | 15,92 | 2     |
| Partito Socialista Democratico Italiano          | 35 752  | 4,39  | –     |
| Movimento Sociale Italiano                       | 30 745  | 3,77  | –     |
| Partito Liberale Italiano                        | 22 284  | 2,74  | –     |
| Partito Repubblicano Italiano - Partito Radicale | 8 106   | 1,00  | –     |
| Partito Nazionale Monarchico                     | 4 664   | 0,57  | –     |
| Partito Monarchico Popolare                      | 3 749   | 0,46  | –     |
| Partito Nazionale del Lavoro                     | 827     | 0,10  | –     |
| Totale                                           | 814 474 | 100   | 13    |

### Circoscrizione Pisa-Livorno-Lucca-Massa Carrara
| Liste                                            | Voti    | %     | Seggi |
| ------------------------------------------------ | ------- | ----- | ----- |
| Democrazia Cristiana                             | 316 353 | 39,41 | 6     |
| Partito Comunista Italiano                       | 231 666 | 28,86 | 5     |
| Partito Socialista Italiano                      | 135 684 | 16,90 | 3     |
| Movimento Sociale Italiano                       | 35 001  | 4,36  | –     |
| Partito Socialista Democratico Italiano          | 28 977  | 3,61  | –     |
| Partito Repubblicano Italiano - Partito Radicale | 25 055  | 3,12  | 1     |
| Partito Liberale Italiano                        | 13 630  | 1,70  | –     |
| Partito Nazionale Monarchico                     | 10 034  | 1,25  | –     |
| Partito Monarchico Popolare                      | 4 071   | 0,51  | –     |
| Movimento Comunità                               | 2 274   | 0,28  | –     |
| Totale                                           | 802 745 | 100   | 15    |

### Circoscrizione Siena-Arezzo-Grosseto
| Liste                                            | Voti    | %     | Seggi |
| ------------------------------------------------ | ------- | ----- | ----- |
| Partito Comunista Italiano                       | 209 188 | 38,66 | 4     |
| Democrazia Cristiana                             | 167 444 | 30,94 | 3     |
| Partito Socialista Italiano                      | 98 320  | 18,17 | 2     |
| Movimento Sociale Italiano                       | 19 390  | 3,58  | –     |
| Partito Socialista Democratico Italiano          | 17 025  | 3,15  | –     |
| Partito Repubblicano Italiano - Partito Radicale | 13 312  | 2,46  | –     |
| Partito Liberale Italiano                        | 10 629  | 1,96  | –     |
| Partito Nazionale Monarchico                     | 3 248   | 0,60  | –     |
| Partito Monarchico Popolare                      | 2 579   | 0,48  | –     |
| Totale                                           | 541 135 | 100   | 9     |

### Circoscrizione Ancona-Pesaro-Macerata-Ascoli Piceno
| Liste                                            | Voti    | %     | Seggi |
| ------------------------------------------------ | ------- | ----- | ----- |
| Democrazia Cristiana                             | 370 597 | 43,55 | 8     |
| Partito Comunista Italiano                       | 218 553 | 25,68 | 5     |
| Partito Socialista Italiano                      | 130 912 | 15,38 | 3     |
| Partito Socialista Democratico Italiano          | 36 657  | 4,31  | 1     |
| Movimento Sociale Italiano                       | 34 662  | 4,07  | 1     |
| Partito Repubblicano Italiano - Partito Radicale | 29 667  | 3,49  | 1     |
| Partito Liberale Italiano                        | 16 020  | 1,88  | –     |
| Partito Monarchico Popolare                      | 8 826   | 1,04  | –     |
| Partito Nazionale Monarchico                     | 5 016   | 0,59  | –     |
| Totale                                           | 850 910 | 100   | 19    |

### Circoscrizione Perugia-Terni-Rieti
| Liste                                            | Voti    | %     | Seggi |
| ------------------------------------------------ | ------- | ----- | ----- |
| Democrazia Cristiana                             | 212 143 | 34,28 | 5     |
| Partito Comunista Italiano                       | 178 429 | 28,83 | 4     |
| Partito Socialista Italiano                      | 127 039 | 20,53 | 3     |
| Movimento Sociale Italiano                       | 42 181  | 6,82  | 1     |
| Partito Socialista Democratico Italiano          | 18 823  | 3,04  | –     |
| Partito Liberale Italiano                        | 13 245  | 2,14  | –     |
| Partito Repubblicano Italiano - Partito Radicale | 12 875  | 2,08  | –     |
| Partito Monarchico Popolare                      | 7 865   | 1,27  | –     |
| Partito Nazionale Monarchico                     | 6 269   | 1,01  | –     |
| Totale                                           | 618 869 | 100   | 13    |

### Circoscrizione Roma-Viterbo-Latina-Frosinone
| Liste                                            | Voti      | %     | Seggi |
| ------------------------------------------------ | --------- | ----- | ----- |
| Democrazia Cristiana                             | 782 579   | 37,58 | 16    |
| Partito Comunista Italiano                       | 477 781   | 22,94 | 9     |
| Partito Socialista Italiano                      | 258 520   | 12,41 | 5     |
| Movimento Sociale Italiano                       | 206 088   | 9,90  | 4     |
| Partito Monarchico Popolare                      | 80 671    | 3,87  | 1     |
| Partito Nazionale Monarchico                     | 71 736    | 3,44  | 1     |
| Partito Liberale Italiano                        | 68 698    | 3,30  | 1     |
| Partito Socialista Democratico Italiano          | 59 989    | 2,88  | 1     |
| Partito Repubblicano Italiano - Partito Radicale | 49 674    | 2,39  | 1     |
| Movimento Comunità                               | 10 344    | 0,50  | –     |
| Federazione Autonoma Socialdemocratica Italiana  | 9 332     | 0,45  | –     |
| Partito Cattolico di Riscossa Nazionale - CPI    | 5 508     | 0,26  | –     |
| Fronte Unico Soldato Italiano                    | 1 760     | 0,08  | –     |
| Totale                                           | 2 082 680 | 100   | 39    |

### Circoscrizione L'Aquila-Pescara-Chieti-Teramo
| Liste                                            | Voti    | %     | Seggi |
| ------------------------------------------------ | ------- | ----- | ----- |
| Democrazia Cristiana                             | 327 832 | 46,59 | 8     |
| Partito Comunista Italiano                       | 147 142 | 20,91 | 4     |
| Partito Socialista Italiano                      | 86 421  | 12,28 | 2     |
| Movimento Sociale Italiano                       | 43 859  | 6,23  | 1     |
| Partito Monarchico Popolare                      | 28 471  | 4,05  | 1     |
| Partito Nazionale Monarchico                     | 24 599  | 3,50  | 1     |
| Partito Socialista Democratico Italiano          | 23 046  | 3,28  | –     |
| Partito Liberale Italiano                        | 12 341  | 1,75  | –     |
| Partito Repubblicano Italiano - Partito Radicale | 6 159   | 0,88  | –     |
| Partito Nazionale del Lavoro                     | 3 050   | 0,43  | –     |
| Movimento di Azione e Rinnovamento               | 752     | 0,11  | –     |
| Totale                                           | 703 672 | 100   | 17    |

### Circoscrizione Campobasso-Isernia
| Liste                                            | Voti    | %     | Seggi |
| ------------------------------------------------ | ------- | ----- | ----- |
| Democrazia Cristiana                             | 114 013 | 55,13 | 4     |
| Partito Comunista Italiano                       | 36 285  | 17,55 | 1     |
| Partito Liberale Italiano                        | 20 115  | 9,73  | 1     |
| Partito Socialista Italiano                      | 10 455  | 5,06  | –     |
| Movimento Sociale Italiano                       | 9 120   | 4,41  | –     |
| Partito Monarchico Popolare                      | 8 163   | 3,95  | –     |
| Partito Nazionale Monarchico                     | 4 642   | 2,24  | –     |
| Partito Socialista Democratico Italiano          | 2 400   | 1,16  | –     |
| Partito Repubblicano Italiano - Partito Radicale | 1 604   | 0,78  | –     |
| Totale                                           | 206 797 | 100   | 6     |

### Circoscrizione Napoli-Caserta
| Liste                                            | Voti      | %     | Seggi |
| ------------------------------------------------ | --------- | ----- | ----- |
| Democrazia Cristiana                             | 614 553   | 40,05 | 14    |
| Partito Comunista Italiano                       | 370 038   | 24,11 | 8     |
| Partito Monarchico Popolare                      | 258 284   | 16,83 | 6     |
| Partito Socialista Italiano                      | 122 872   | 8,01  | 3     |
| Movimento Sociale Italiano                       | 49 303    | 3,21  | 1     |
| Partito Socialista Democratico Italiano          | 37 657    | 2,45  | 1     |
| Partito Liberale Italiano                        | 36 443    | 2,37  | 1     |
| Partito Nazionale Monarchico                     | 20 703    | 1,35  | –     |
| Movimento Comunità                               | 11 222    | 0,73  | –     |
| Partito Repubblicano Italiano - Partito Radicale | 8 357     | 0,54  | –     |
| Partito Cattolico di Riscossa Nazionale - CPI    | 2 591     | 0,17  | –     |
| Movimento Nazionale Italiano                     | 1 499     | 0,10  | –     |
| Movimento Economico Italiano Sociale             | 571       | 0,04  | –     |
| Partito Nazionale del Lavoro                     | 532       | 0,03  | –     |
| Totale                                           | 1 534 625 | 100   | 34    |

### Circoscrizione Benevento-Avellino-Salerno
| Liste                                            | Voti    | %     | Seggi |
| ------------------------------------------------ | ------- | ----- | ----- |
| Democrazia Cristiana                             | 415 414 | 46,24 | 10    |
| Partito Comunista Italiano                       | 159 544 | 17,76 | 4     |
| Partito Socialista Italiano                      | 83 892  | 9,34  | 2     |
| Partito Nazionale Monarchico                     | 53 648  | 5,97  | 1     |
| Partito Liberale Italiano                        | 48 510  | 5,40  | 1     |
| Partito Monarchico Popolare                      | 47 025  | 5,23  | 1     |
| Movimento Sociale Italiano                       | 43 060  | 4,79  | 1     |
| Partito Socialista Democratico Italiano          | 34 758  | 3,87  | 1     |
| Partito Repubblicano Italiano - Partito Radicale | 8 706   | 0,97  | –     |
| Movimento Comunità                               | 3 770   | 0,42  | –     |
| Totale                                           | 898 327 | 100   | 21    |

### Circoscrizione Bari-Foggia
| Liste                                            | Voti      | %     | Seggi |
| ------------------------------------------------ | --------- | ----- | ----- |
| Democrazia Cristiana                             | 431 155   | 42,17 | 10    |
| Partito Comunista Italiano                       | 277 893   | 27,18 | 7     |
| Partito Socialista Italiano                      | 127 449   | 12,47 | 3     |
| Movimento Sociale Italiano                       | 64 681    | 6,33  | 1     |
| Partito Nazionale Monarchico                     | 50 888    | 4,98  | 1     |
| Partito Monarchico Popolare                      | 23 510    | 2,30  | –     |
| Partito Liberale Italiano                        | 23 470    | 2,30  | –     |
| Partito Socialista Democratico Italiano          | 17 350    | 1,70  | –     |
| Partito Repubblicano Italiano - Partito Radicale | 6 038     | 0,59  | –     |
| Totale                                           | 1 022 434 | 100   | 22    |

### Circoscrizione Lecce-Brindisi-Taranto
| Liste                                            | Voti    | %     | Seggi |
| ------------------------------------------------ | ------- | ----- | ----- |
| Democrazia Cristiana                             | 363 041 | 46,61 | 9     |
| Partito Comunista Italiano                       | 154 305 | 19,81 | 4     |
| Movimento Sociale Italiano                       | 85 424  | 10,97 | 2     |
| Partito Socialista Italiano                      | 78 354  | 10,06 | 2     |
| Partito Nazionale Monarchico                     | 46 988  | 6,03  | 1     |
| Partito Monarchico Popolare                      | 15 938  | 2,05  | –     |
| Partito Liberale Italiano                        | 15 091  | 1,94  | –     |
| Partito Socialista Democratico Italiano          | 12 590  | 1,62  | –     |
| Partito Repubblicano Italiano - Partito Radicale | 4 698   | 0,60  | –     |
| Partito Cattolico di Riscossa Nazionale - CPI    | 2 030   | 0,26  | –     |
| Partito Italiano Mutilati e Invalidi di Guerra   | 465     | 0,06  | –     |
| Totale                                           | 778 924 | 100   | 18    |

### Circoscrizione Potenza-Matera
| Liste                                            | Voti    | %     | Seggi |
| ------------------------------------------------ | ------- | ----- | ----- |
| Democrazia Cristiana                             | 159 038 | 46,69 | 4     |
| Partito Comunista Italiano                       | 88 214  | 25,90 | 2     |
| Partito Socialista Italiano                      | 32 261  | 9,47  | 1     |
| Partito Monarchico Popolare                      | 24 685  | 7,25  | 1     |
| Movimento Sociale Italiano                       | 10 250  | 3,01  | –     |
| Movimento Comunità                               | 8 134   | 2,39  | –     |
| Partito Socialista Democratico Italiano          | 6 913   | 2,03  | –     |
| Partito Nazionale Monarchico                     | 5 202   | 1,53  | –     |
| Partito Liberale Italiano                        | 4 953   | 1,45  | –     |
| Partito Repubblicano Italiano - Partito Radicale | 948     | 0,28  | –     |
| Totale                                           | 340 598 | 100   | 8     |

### Circoscrizione Catanzaro-Cosenza-Reggio Calabria
| Liste                                            | Voti      | %     | Seggi |
| ------------------------------------------------ | --------- | ----- | ----- |
| Democrazia Cristiana                             | 483 121   | 47,33 | 13    |
| Partito Comunista Italiano                       | 234 800   | 23,00 | 6     |
| Partito Socialista Italiano                      | 134 615   | 13,19 | 3     |
| Movimento Sociale Italiano                       | 59 221    | 5,80  | 1     |
| Partito Monarchico Popolare                      | 32 917    | 3,22  | 1     |
| Partito Liberale Italiano                        | 27 695    | 2,71  | 1     |
| Partito Nazionale Monarchico                     | 20 253    | 1,98  | 1     |
| Partito Socialista Democratico Italiano          | 19 406    | 1,90  | –     |
| Partito Repubblicano Italiano - Partito Radicale | 6 244     | 0,61  | –     |
| Fronte Unico Soldato Italiano                    | 2 412     | 0,24  | –     |
| Totale                                           | 1 020 684 | 100   | 26    |

### Circoscrizione Catania-Messina-Siracusa-Ragusa-Enna
| Liste                                            | Voti      | %     | Seggi |
| ------------------------------------------------ | --------- | ----- | ----- |
| Democrazia Cristiana                             | 552 118   | 42,86 | 13    |
| Partito Comunista Italiano                       | 282 695   | 21,94 | 6     |
| Partito Socialista Italiano                      | 125 353   | 9,73  | 3     |
| Partito Liberale Italiano                        | 90 873    | 7,05  | 2     |
| Movimento Sociale Italiano                       | 79 415    | 6,16  | 2     |
| Partito Monarchico Popolare                      | 55 513    | 4,31  | 1     |
| Partito Nazionale Monarchico                     | 54 192    | 4,21  | 1     |
| Partito Socialista Democratico Italiano          | 35 652    | 2,77  | 1     |
| Partito Repubblicano Italiano - Partito Radicale | 8 151     | 0,63  | –     |
| Partito Socialista Siciliano                     | 3 136     | 0,24  | –     |
| Concentrazione Europea Democratica               | 1 223     | 0,09  | –     |
| Totale                                           | 1 288 321 | 100   | 29    |

### Circoscrizione Palermo-Trapani-Agrigento-Caltanissetta
| Liste                                            | Voti      | %     | Seggi |
| ------------------------------------------------ | --------- | ----- | ----- |
| Democrazia Cristiana                             | 527 747   | 43,05 | 13    |
| Partito Comunista Italiano                       | 268 055   | 21,87 | 6     |
| Partito Socialista Italiano                      | 146 410   | 11,94 | 3     |
| Movimento Sociale Italiano                       | 93 615    | 7,64  | 2     |
| Partito Liberale Italiano                        | 51 540    | 4,20  | 1     |
| Partito Nazionale Monarchico                     | 50 566    | 4,13  | 1     |
| Partito Socialista Democratico Italiano          | 35 332    | 2,88  | 1     |
| Partito Monarchico Popolare                      | 29 376    | 2,40  | 1     |
| Partito Repubblicano Italiano - Partito Radicale | 19 563    | 1,60  | 1     |
| Partito Cattolico di Riscossa Nazionale - CPI    | 2 493     | 0,20  | –     |
| Concentrazione Europea Democratica               | 1 124     | 0,09  | –     |
| Totale                                           | 1 225 821 | 100   | 29    |

### Circoscrizione Cagliari-Sassari-Nuoro-Oristano
| Liste                                            | Voti    | %     | Seggi |
| ------------------------------------------------ | ------- | ----- | ----- |
| Democrazia Cristiana                             | 337 492 | 47,07 | 8     |
| Partito Comunista Italiano                       | 141 839 | 19,78 | 3     |
| Partito Socialista Italiano                      | 88 492  | 12,34 | 2     |
| Movimento Sociale Italiano                       | 33 744  | 4,71  | 1     |
| Movimento Comunità                               | 27 799  | 3,88  | –     |
| Partito Monarchico Popolare                      | 24 880  | 3,47  | –     |
| Partito Nazionale Monarchico                     | 21 662  | 3,02  | 1     |
| Partito Liberale Italiano                        | 19 551  | 2,73  | –     |
| Partito Socialista Democratico Italiano          | 14 616  | 2,04  | –     |
| Partito Repubblicano Italiano - Partito Radicale | 3 684   | 0,51  | –     |
| Partito Cattolico di Riscossa Nazionale - CPI    | 3 307   | 0,46  | –     |
| Totale                                           | 717 066 | 100   | 15    |

### Circoscrizione Valle d'Aosta
| Liste                      | Voti   | %     | Seggi |
| -------------------------- | ------ | ----- | ----- |
| Union Valdôtaine           | 30 596 | 50,94 | 1     |
| Democrazia Cristiana       | 27 888 | 46,43 | –     |
| Movimento Sociale Italiano | 1 578  | 2,63  | –     |
| Totale                     | 60 062 | 100   | 1     |

### Circoscrizione Trieste
| Liste                                            | Voti    | %     | Seggi |
| ------------------------------------------------ | ------- | ----- | ----- |
| Democrazia Cristiana                             | 72 650  | 33,49 | 2     |
| Partito Comunista Italiano                       | 50 421  | 23,24 | 1     |
| Movimento Sociale Italiano                       | 34 079  | 15,71 | 1     |
| Partito Socialista Democratico Italiano          | 13 959  | 6,43  | –     |
| Partito Socialista Italiano                      | 12 838  | 5,92  | –     |
| Partito Repubblicano Italiano - Partito Radicale | 7 280   | 3,36  | –     |
| Partito Liberale Italiano                        | 7 216   | 3,33  | –     |
| Unione Triestina                                 | 6 661   | 3,07  | –     |
| Fronte dell'Indipendenza                         | 6 305   | 2,91  | –     |
| Partito Monarchico Popolare                      | 2 868   | 1,32  | –     |
| Partito Nazionale Monarchico                     | 2 647   | 1,22  | –     |
| Totale                                           | 216 924 | 100   | 4     |